# Задик, Билл
Уильям Майкл Задик, более известный как Билл Задик (англ. William Michael Zadick; род. 3 апреля 1973, Грейт-Фолс, Монтана, США) — американский борец вольного стиля, чемпион мира (2006), призёр Кубка мира. Старший брат Майка Задика.

В 2006 году стал обладателем приза Джона Смита, вручаемого лучшему борцу-вольнику года в  США.

С 2012 года является одним из тренеров Кайла Снайдера.